# A. B. Spellman

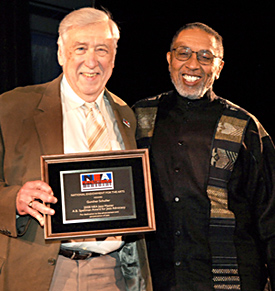
A. B. Spellman (rechts) überreicht Gunther Schuller (links) den NEA Jazz Masters Award for Jazz Advocacy (2008)

Alfred Bennett Spellman (* 12. August 1935 in Nixonton bei Elizabeth City, North Carolina) ist ein US-amerikanischer Jazzautor, Musikkritiker und Lyriker.

## Leben und Wirken
Spellman ist der Sohn von Lehrern und studierte ab 1952 an der Howard University, wo er 1956 den Bachelor-Abschluss in Politikwissenschaften und Geschichte machte. Noch an der Universität, wo er dem Universitätschor angehörte, begann er über Musik zu schreiben. 1958 zog er nach New York City, wo er Gedichte schrieb, Jura-Kurse besuchte, in Buchhandlungen arbeitete, ab 1959 Kritiken für Down Beat und Metronome schrieb und Anfang der 1960er Jahre ein Radioprogramm Where It’s at bei WBAI hatte. Kennzeichnend für ihn war dabei seine besondere Aufgeschlossenheit gegenüber der sich in dieser Zeit formierenden Avantgarde. Gleichzeitig schrieb er Lyrik. 1964 erschien sein Gedichtband The Beautiful Days. 1966 erschien sein Buch Four Lives in the Bebop-Business, in der er die (farbigen) Jazzmusiker Cecil Taylor, Ornette Coleman, Herbie Nichols und Jackie McLean porträtierte. 1967 tourte er „schwarze“ Colleges und Universitäten in den USA mit anderen schwarzen Dichtern. 1968/1969 schrieb er politische Kolumnen (und Gedichte) für Rhythm Magazine. Außerdem hielt er Vorlesungen an verschiedenen US-Universitäten (wie Emory). Von 1972 bis 1975 war er Dozent für afroamerikanische Studien an der Harvard University. Danach war er bis 2005 in leitender Position bei der NEA in Washington, D.C., der staatlichen US-amerikanischen Kulturförderung. Neben seinen Aktivitäten bei der NEA, wo er insbesondere die Jazzmusik förderte, war er auch Berater des African-American Museums des Smithsonian Institute.

## Schriften
- Four Jazz Lives, University of Michigan Press 2004 (Neuauflage von „Four Lives in the Bebop Business“, New York, Pantheon Books, 1966)
- Art Tatum, Reihe Giants of Jazz, Time-Life 1982
- Beautiful Days – Poems, New York, Poet´s Press 1965 (Einleitung Frank O’Hara)
- Things i must have known. Poetry. Minneapolis, Coffee House Press 2008